# اعتداء جنسي

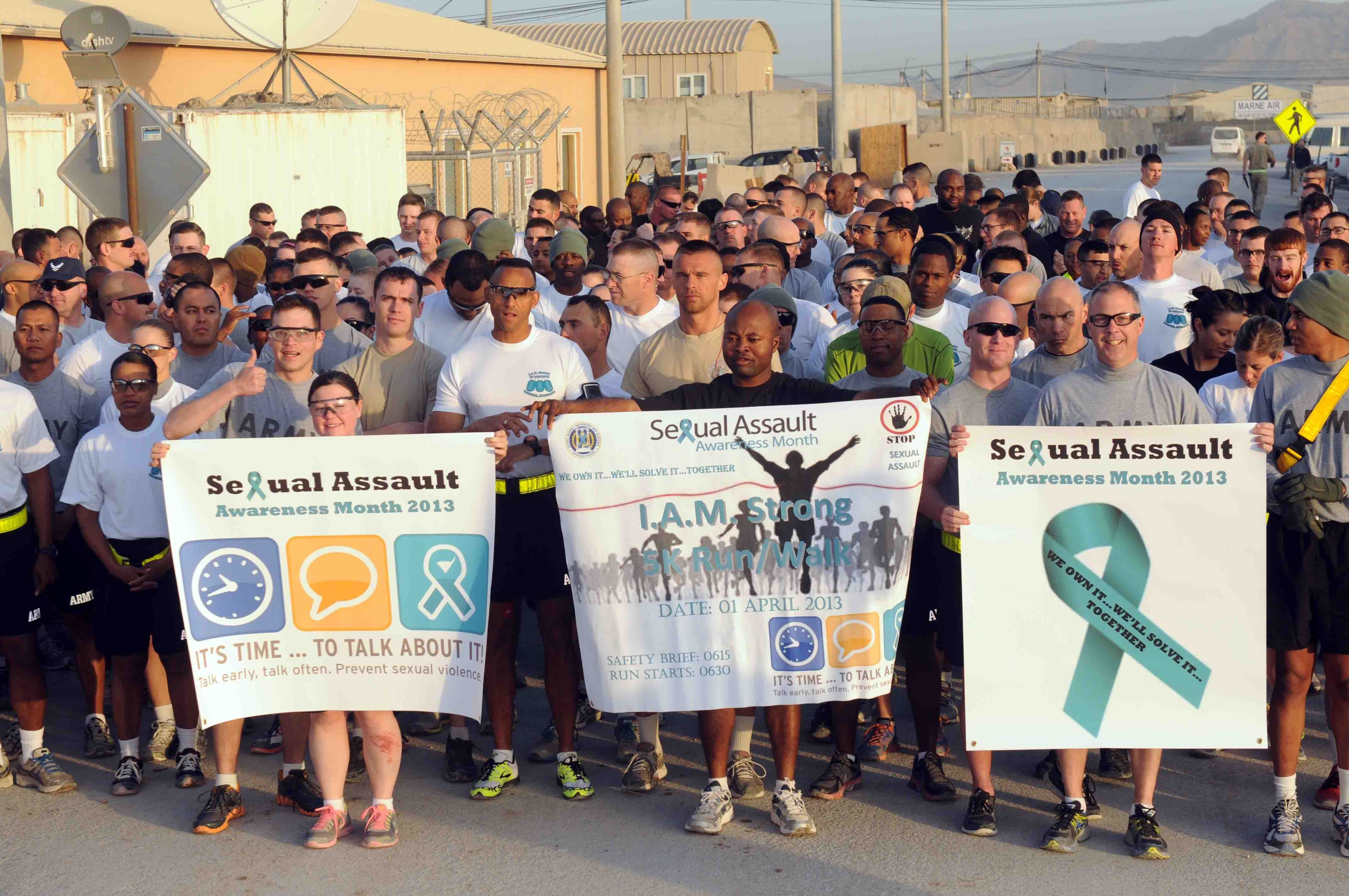

الاعتداء الجنسي هو مصطلح يعني اعتداء ذو طبيعة جنسية تجاه شخص آخر. وبالرغم من أن الاعتداءات الجنسية غالباً ما تكون من قبل رجل تجاه امرأة إلا أنه من الممكن أن يحدث من قبل رجل تجاه رجل أو امرأة تجاه رجل أو امرأة تجاه امرأة.
وفي حين تربط الاعتداءات الجنسية بجريمة اغتصاب، إلا أنها قد تشمل الاعتداءات التي قد لاتعد اغتصاباً بالضرورة. في حين يتم تحديد الفرق بين الاعتداء الجنسي والاغتصاب وفق النظام القضائي المتبع في مكان وقوع الجريمة ووفق والذي يتأثر بالمواقف الثقافية والاجتماعية المحلية.
وقد يشمل الاعتداء الجنسي جماع الولوج المهبلي و‌الجنس الشرجي و‌الجنس الفموي، الإجبار على الجماع الجنسي. اللمس بصورة غير ملائمة، الإجبار على التقبيل التحرش الجنسي بالأطفال و‌تعذيب الضحية بطريقة جنسية.

## التعريف
يعرّف الاعتداء الجنسي بشكل عام على أنه اتصال جنسي غير مرغوب فيه، وتعرّف منظمة راينن (RAINN-The Rape, Abuse & Incest National Network) الاعتداء الجنسي على أنه «اتصال جنسي غير مرغوب فيه والذي قد يصل إلى الشروع في الاغتصاب أو الاغتصاب الفعلي وهذا يتضمن اللمس الجنسي والتحسس».
ويقول المجلس القومي لضحايا الجرائم (The National Centre for Victims of Crime) أن الاعتداء الجنسي له العديد من الأشكال منها ما يتضمن الهجوم مثل الاغتصاب أو محاولات الاغتصاب أو أي شكل من أشكال الاتصال الجنسي الغير مرغوب أو التهديد. وغالبا ما يحدث الاعتداء الجنسي عندما يلمس شخص أي جزء من جسم شخص آخر بطريقة جنسية -حتى ولو كان من خلال الملابس- بدون إذن ذلك الشخص.
ويختلف تعريف الاعتداء الجنسي في الولايات المتحدة الأمريكية اختلافا واسعا من ولاية إلى أخرى، ومع هذا فإن معظم الولايات تعتمد على عدم موافقة أحد الطرفين لاعتبار الفعل اعتداءا جنسيا، فلابد من توافر القبول والرضا بين شخصين بالغين غير فاقدي الأهلية، ويحق لأي منهما العدول عن موافقته خلال أي وقت أثناء الفعل الجنسي.

## الأنواع

### الاستغلال الجنسي للأطفال
هو شكل من أشكال استغلال الأطفال يقوم فيه شخص بالغ أو مراهق أكبر سنا باستغلال طفل من أجل الشعور بالإثارة الجنسية. وتتضمن أشكال الاستغلال الجنسي للأطفال الطلب من الطفل أو الضغط عليه للاشتراك في الأنشطة الجنسية (بغض النظر عن المحصل النهائي)، وكشف العورة أمام الطفل بطريقة غير لائقة، وعرض مواد إباحية أمام الطفل، والقيام بتلامس جنسي فعلي مع الطفل، ولمس عورة الطفل أو كشفها بدون حدوث تلامس جسدي، أو استخدام الطفل لانتاج مواد إباحية.
وتتضمن آثار الاستغلال الجنسي للأطفال الاكتئاب، واضطراب ما بعد الصدمة، والقلق، والميل إلى لعب دور الضحية خلال سن الرشد، والإيذاء الجسدي للطفل إلى جانب العديد من المشكلات الأخرى.
ويعد الاستغلال الجنسي من قِبَل فرد من العائلة بمثابة زنا محارم، وهو الأكثر شيوعا بين الأنواع الأخرى من الاعتداءات الجنسية على الأطفال وينتج عنه آثارا أخطر وصدمة نفسية طويلة الأمد وبالأخص عندما يكون الجاني أحد الأبوين.
وقد تبين أن حوالي 15-25% من النساء وحوالي 5-15% من الرجال أُعتُديَ عليهم جنسيا عندما كانوا صغارا. ومعظم مرتكبي الاعتداءات الجنسية على معرفة وصلة بضحاياهم، فحوالي 30% من المعتدين من الأقارب –في الأغلب الإخوة والآباء والأمهات والأخوات والأعمام والأخوال أو أولاد العمومة- وحوالي 60% منهم معارف آخرين كالأصدقاء وأفراد العائلة وجليسات الأطفال أو الجيران، أما الغرباء فيمثلون النسبة المتبقية من قضايا الاستغلال الجنسي للأطفال والتي تمثل 10%.
وقد بينت الدراسات أن الأضرار النفسية شديدة الخطورة عندما يكون المعتدي أحد الأبوين وذلك لما للفعل من طابع سفاحي.
ويعد زنا المحارم بين الطفل أو المراهق وقريب بالغ هو أكثر أشكال الاستغلال الجنسي للأطفال انتشاراً وأكثرهم قدرة على تدمير الطفل، وفي الأغلب لا يبلغ الطفل عن الاعتداء الجنسي للأسباب التالية:
-عدم إدراك الطفل ما يحدث له أو صعوبة صياغته في عبارات.
-تهديده أو رشوته من قِبَل المعتدي.
-شعوره بالاضطراب بسبب خوفه من المعتدي.
-خشيته من ألا يصدقه أحد.
-لومه لنفسه وتصديقه بأن الاعتداء هو عقاب على جرم ارتكبه.
-شعوره بالذنب تجاه العواقب التي قد تحدث للمعتدي.
وقد جَرّمت العديد من الولايات الاتصالات الجنسية بين المدرسين أو مديري المدارس والطلاب حتى لو تجاوز الطلاب سن الرشد.

### العنف المنزلي
يعد العنف المنزلي جريمة سلطة وترويع وهو مرتبط بشدة بالاعتداء الجنسي، وقد يتخذ الاستغلال المنزلي عدة صور فقد يكون عاطفيا أو جسديا أو نفسيا وماديا، وقد يمتد إلى الاعتداء الجنسي؛ فبعض علامات الاعتداء الجنسي مشابهة لعلامات العنف المنزلي.

### الاعتداء الجنسي على المسنين
يعرف الاعتداء الجنسي على المسنين على أنه جريمة يكون ضحاياها أشخاصا فوق الستين عاما، يعاني معظمهم من تراجع الوظائف والهشاشة والضعف ولذلك فهم معتمدون على مقدمي الرعاية. ويبلغ 30% فقط ممن تتعدى أعمارهم الخامسة والستين عن الاعتداءات للشرطة، والمعتدون الشائعون هم مقدمو الرعاية، الأطفال البالغون، الشركاء، وزملاؤهم المقيمون معهم بنفس المؤسسات.
وتتضمن علامات الاعتداء الجنسي على المسنين تمزق مهبلي زائد ونزيف وكدمات وعدوى وإصابة الحوض والعظام أو الأنسجة الرقيقة، وقد يدل أيضا المزاج المتغير على حدوث الاعتداء الجنسي، وتتضمن أعراضه الهياج الزائد، واضطراب ما بعد الصدمة، والانسحاب، ونوبات الهلع، والأمراض التناسلية، وتفافم الأمراض الموجودة في الأساس، واضطرابات النوم، والاحتياج لفترات أطول للتماثل للشفاء.

### التحسس
يستخدم مصطلح «التحسس» لتعريف لمس شخص آخر بطريقة جنسية بدون إذن ذلك الشخص أو موافقته، وقد يحدث من فوق أو تحت الملابس.

### الاغتصاب
كثيرا ما يستخدم مصطلح «الاغتصاب» -وهو اعتداء يتضمن الجماع الجنسي بين شخصين بدون رغبة أو موافقة أحدهما- بطريقة تبادلية مع مصطلح الاعتداء الجنسي (خارج الإطار القانوني)،  وبالرغم من اتصالهما الوثيق، إلا أن المصطلحين تقنيا مختلفان في معظم الولايات والسلطات القضائية؛ فالاعتداء بصفة عامة يتضمن الاغتصاب وأشكال أخرى من الأنشطة الجنسية التي تُمارس بدون موافقة أحد الطرفين.
وقال آبي وآخرون (.Abbey at al) في دراسة أجريت أن الضحايا من الإناث هم أكثر عرضة للاعتداء من المعارف -مثل الأصدقاء أو زملاء العمل، أو شريك الموعدة، أو صديق حميم سابق، أو زوج، أو أحد الأقارب، أو الشريك الحميم- أكثر من أن يكون المعتدي شخص غريب تماما. كما أقر كوفمان وآخرون (.Kaufman at al) -في دراسة أجريت عن علاج حالات الاغتصاب في غرف الطوارئ بالمستشفيات- أن الضحايا من الذكور-كمجموعة- كابدوا إصابات جسدية أكثروكانوا أكثر عرضة لاعتداءات متعددة من أكثر من معتدٍ، كما أنهم كانوا أكثر تعرضا للأسر لمدة أطول.
ويعتبر الشروع في الاغتصاب في المملكة المتحدة تحت قانون الشروع الجنائي «جريمة جنسية»، في البند 31(1) من القانو الجنائي لسنة 1991.

### التحرش الجنسي
يعرف التحرش الجنسي بأنه تخويف أو إكراه وإجبار ذو طبيعة جنسية، أو وعود بطريقة فجة وغير مرحب بها بمقابل مغرٍ في مقابل القيام بأنشطة جنسية. ويعتبر التحرش الجنسي في الولايات المتحدة الأمريكية شكل من أشكال العنصرية التي تخرق الفقرة السابعة من قانون الحقوق المدنية لعام 1964؛ كما يختلف التعريف القانوني والاجتماعي للتحرش الجنسي باختلاف الثقافات فطبقا للجنة فرص التوظيف المتساوية (Equal Employment Opportunity Commission- EEOC)  أن أي محاولة جنسية غير مرحب بها، أو طلبات لها طبيعة جنسية أو أي فعل جسدي أو قول له طبيعة جنسية يعتبر تحرشا عندما تكون الاستجابة له أو رفضه مؤثرة بطريقة واضحة أو ضمنية على احتفاظ الشخص بوظيفته، أو تؤثر بطريقة سيئة على أدائه في العمل أو تخلق بيئة عمل مهدِدة وغير آمنة.
-79% من الضحايا نساء و21% رجال.
-51% تم التحرش بهم من قِبَل رؤسائهم في العمل.
-أكثر الصناعات التي يحدث بها التحرش هي الأعمال الحرة والتجارة والبنوك.
-تلقى 12% تهديدات بالفصل في حالة عدم الاستجابة.
-26,000 شخص يعملون بالجيش أُعتدي عليهم في 2012.
-حُكِم في 302 قضية من أصل 2558 رفعها الضحايا.
-38% من الجرائم ارتكبت من ذوي مناصب أعلى.
*يعتبر التحرش الجنسي نوع من العنصرية الجنسية التي تخرق الفقرة السابعة من قانون الحقوق المدنية لعام 1964.
-ويجرم قانون الحقوق المدنية لعام 1964 على رؤساء العمل التمييز العنصري ضد موظفيهم بناءا على الجنس أو العِرق أو اللون أو البلد الأصلي أو الدين، وهو يسري على صاحب العمل إذا كان لديه 15 موظفا أو أكثر، كما يسري على هيئات الولايات والهيئات الفيدرالية والهيئات الحكومية المحلية؛ كما يسري أيضا على الكليات الخاصة والعامة والجامعات وهيئات التوظيف ومنظمات العمل.
"يعتبر فعل صاحب العمل غير قانوني عندما... يميز عنصريا ضد أي شخص فيما يخص الجزاء والشروط والأحكام والمزايا الوظيفية بسبب العرق أو اللون أو الدين أو الجنس أو الأصول المنحدر منها شخص ما.

### الاعتداء الجنسي الجماعي
يحدث الاعتداء الجنسي الجماعي في الأماكن العامة والمزدحمة، تقوم عادة فيه مجموعة من الرجال بالإحاطة بسيدة والاعتداء عليها أو تحسسها أو الإيلاج بالأصابع والاحتكاك بها جسديا وعادة يتوقف قبل مرحلة الاغتصاب القضيبي.

## الآثار النفسية والعاطفية
ينتج عن الاغتصاب وأشكال الاعتداء الجنسي الأخرى في الغالب-بجانب الإصابات الجسدية- آثارا نفسية طويلة الأمد وبالأخص في حالات الضحايا من الأطفال، منها الإنكار، والعجز، والخوف المرضي من العلاقة الجنسية، والغضب، ولوم النفس، والقلق، والإحساس بالعار، والكوابيس، والخوف، والاكتئاب، ومعاودة رؤية هذه الأحداث بصورة لا إرادية وشكل فجائي، والإحساس بالذنب، والتبرير، وتقلب المزاج، وفقدان الإحساس، والفوضى، والوحدة، والقلق الاجتماعي، وصعوبة الوثوق بالنفس أو الآخرين، وصعوبة في التركيز؛ وقد تؤدي هذه الأحداث للإصابة باضطراب ما بعد الصدمة، أو الإدمان، أو الاكتئاب، أو العديد من الأمراض النفسية الأخرى، كما تمر العائلة والأصدقاء بما يعرف بالندوب النفسية حيث تسيطر الرغبة في الانتقام والرغبة في «إصلاح» ما حدث/ أو المضي قدما وتبرير «أن ما حدث لم يكن بهذا السوء.»

## الآثار الجسدية
بالرغم من أن الاعتداءات الجنسية، ومن ضمنها الاغتصاب قد ينتج عنها إصابات جسدية إلا أن العديد من ضحايا الاعتداء الجنسي لم يعانوا من هذه الإصابات؛ فبالرغم من أن العديد من الصور النمطية المأخوذة عن ضحايا الاغتصاب تتمثل في امرأة شابة مليئة بالكدمات وممزقة الملابس، إلا أن الجوهر الأساسي في العديد من قضايا الاغتصاب والاعتداء الجنسي هو موقف كلا الطرفين من حيث الموافقة على النشاط الجنسي وما إذا كان كلاهما يمتلك الأهلية للقيام به، ولذلك فقد لا يكون هناك استخدام للقوة الجسدية التي قد ينتج عنها إصابات جسدية مرئية.
وبإمكان هذه الصورة النمطية أن تكون مدمرة، لأن الضحايا الذين تعرضوا للاعتداء الجنسي ولم يصابوا جسديا قد يميلوا إلى عدم الذهاب للشرطة والتبليغ عما حدث أو ألا يبحثوا عن الرعاية الصحية. وبالرغم من هذا فإن النساء اللاتي تعرضن للاغتصاب أو العنف الجسدي من الشركاء كانوا أكثر تبليغا عن صداع متكرر وألم مزمن وصعوبة في النوم ومحدودية في النشاط، وصحة بدنية وعقلية أقل من هؤلاء اللواتي لم يتعرضن لهذا النوع من العنف.

## الآثار الاقتصادية
تؤثر النتائج المترتبة على الاغتصاب والاعتداء الجنسي أو التهديد بهما على الدخل والتجارة على مستوى كبير وواضح، فكل حالة اعتداء جنسي (يستثنى منها استغلال الأطفال) تكلف حوالي 5100 دولار أمريكي متمثلة في خسائر مادية (خسائر في القوة الإنتاجية، ى رعاية طبية وعقلية، خدمات الشرطة ورجال الإطفاء، وتدمير الممتلكات) بالإضافة إلى 81,400 دولار أمريكي خسائر متمثلة في المستوى المعيشي؛  وحين خوطبت هذه المسألة في المحكمة العليا، أوضح القاضي سوتر (Souter) –في رأيه المناهض للقضية الشهيرة المعروفة باسم (U.S. v.Morrison)- أن 75% من النساء امتنعن عن الذهاب إلى دور السينما ليلا بمفردهن، وأن حوالي 50% امتنعن عن ركوب المواصلات العامة خوفا من الاغتصاب أو الاعتداء الجنسي، وأن أقل من 1% من الضحايا تلقين تعويضات و50% من النساء فقدن وظائفهن أواستقلن بعد ما تعرضن له. وقد حكمت المحكمة في قضية (U.S. v.Morrison) أن ليس للكونجرس السلطة لسن جزء من قانون العنف ضد المرأة لأنه لا يؤثر بشكل مباشر على التجارة. ويعطي البند التجاري للمادة الأولى، الفقرة السابعة من دستور الولايات المتحدة الأمريكية السلطة والتشريع القضائي للحكومة الفيدرالية فيما يخص التجارة بين الولايات ونتيجة لهذا لم يكن باستطاعة الضحية محاكمة مهاجمها والمعتدي عليها في المحكمة الفيدرالية.
وللاعتداء الجنسي آثارا سلبية على الناجين على المستوى الفردي، فعلى سبيل المثال يحتاج الناجون من الاعتداءات إجازة من العمل، كما يواجهون معدلات بطالة أعلى. ويخسر الناجون من حوادث الاغتصاب ما يقدر ب69 دولارا أمريكيا يوميا بسبب الإجازات بدون راتب، وهبوط الأداء الوظيفي وعدم القدرة على العمل، والتي تؤدي إلى مستوى أقل من الكسب بالنسية للناجين.

## معالجه ضحايا الاعتداء الجنسي
تقوم بعض المراكز بتقديم المساعدة لضحايا الاعتداء الجنسي بعدة طرق:
- إذا كانت الضحية قاصرا، فانهم يقومون بمرافقتها إلى الشرطة.[41]
- يقوم المركز بتقديم المساعدة الطبية إذا لزم الامر.[41]
- تُعطى وسائل منع الحمل للنساء اللاتي تعرضن للاغتصاب في غرف الطوارئ في المستشفيات، حيث أن حوالي 5% من هذه الحوادث ينتج عنها حمل. كما تُعطى أيضا أدوية وقائية للأمراض التي تنتقل جنسيا[42] لجميع ضحايا حالات الاعتداءات الجنسية المختلفة (وبالأخص الأمراض الأكثر انتشارا مثل الكلاميديا والسيلان والعدوى البكتيرية المهبلية) كما تؤخذ منهن عينة دم لفحصها بحثا عن الأمراض المنتقلة جنسيا (مثل فيروس نقص المناعة المكتسبة، والالتهاب الوبائي الكبدي ب، والزهري)، [42] كما يُعطى مصل التيتانوس للناجين الذين تعرضوا للإصابة بجروح إذا كان قد مضى على آخر مرة منذ تلقيهم التطعيم 5 سنوات؛ كما تستخدم عقاقير البينزوديازيبين[42] ومضادات الاكتئاب -على المدى القصير- للتخفيف من حدة القلق الشديد ولتخفيف أعراض اضطراب ما بعد الصدمة والاكتئاب ونوبات الهلع.

## المعاملة السيئة للضحايا بعد الاعتداء
قد يصبح الضحايا بعد الاعتداء محل للمعاملة السيئة بدءا بالوصف بالعُهر والعاروالذي قد يصل إلى نشر الرسائل السيئة عن الشخص باستخدام الإنترنت، كما قد تصبح مصداقيتهم محل شك. وقد تتخذ بعض الإجراءات لحماية الضحايا من التدخل الزائد للرأي العام مثل حظر النشر أو قوانين دِرع الاغتصاب (والتي تمنع نشر هوية الضحية أثناء التحقيقات) فيما تأخذ الإجراءات الجنائية مجراها.

## الوقاية
من الممكن الوقاية من التحرش الجنسي والاعتداء عن طريق المدارس الثانوية، والكليات وأماكن العمل، وبرامج التعليم العامة؛ فعلى الأقل أنتج برنامجا واحدا لأحد مجموعات «الأخوية» تغييرا سلوكيا ملحوظا. وقد خضعت العديد من من برامج الوقاية من الاغتصاب المبنية على الأبحاث العلمية للاختبار واجتازته. وتشمل برامج الوقاية من الاغتصاب ذات البيانات التجريبية الأقوى ما يلي:
-برامج الرجال والنساء والتي تعرف أيضا ببرامج «واحد من كل أربعة» التي كتبها جون فوبرت (John Foubert) والتي تركز على زيادة التعاطف مع الناجين من الاغتصاب وتحث المارة على التدخل عندما تحدث أمامهم مواقف الاعتداء الجنسي. وتظهر البيانات المنشورة أن الأشخاص ذوي الخطورة الأكبر والذين شاهدوا برنامج الرجال والنساء ارتكبوا أفعالا لها علاقة بسلوك الإجبار الجنسي بنسبة 40% أقل من هؤلاء الذين لم يشاهدوا البرنامج، وأنهم ارتكبوا أفعالا تخص الإكراه الجنسي بحدة أقل 8 مرات من عينة القياس، كما أن المزيد من الأبحاث تؤكد أن الأشخاص الذين شاهدوا برنامج الرجال والنساء كانوا أكثر كفاءة في التدخل والرغبة في المساعدة -أثناء مرورهم بالشوارع- بعد مشاهدتهم للبرنامج،  كما تؤكد العديد من الأبحاث الإضافية الأخرى على فاعليته.
-برنامج إقحام المار والذي كتبته فيكتوريا بانيارد (Victoria Banyard) يركز على المارة، وكيف ساعدوا، وكيف تدخلوا في المواقف الخطرة. ويحتوي البرنامج على مركب مختصر مثير للتعاطف والتعهُد بالتدخل في المستقبل. وتعرض العديد من الأبحاث دلائل قوية على نتائج جيدة منها زيادة كفاءة المارة، وزيادة رغبتهم في التدخل وانخفاض في قبول المزاعم المتعلقة بالاغتصاب.
-برنامج خبراء الوقاية من العنف (MPV-Mentors in Violence Prevention) والذي كتبه جاكسون كاتز (Jackson Katz) يركز على مناقشة الرجل المار بالشارع الذي لم يتدخل عندما رأى امرأة في خطر، وبالبرنامج تحفيز يشجع الرجال على أن يصبحوا مارة إيجابيين بدلا من الوقوف مكتوفي الأيدي عندما يلحظوا شكلا من أشكال الاستغلال. ومعظم مواد العرض تدور حول التعامل مع سيناريوهات افتراضية، وتتضمن النتائج التي سجلتها الأبحاث العلمية معدلات أقل من التعصب الجنسي وإيمان متزايد من المشاركين أن باستطاعتهم إيقاف العنف ضد النساء.
-برنامج النقطة الخضراء الذي كتبته دوروثي إدواردز (Dorothy Edwards)، وهو يحتوي على الخطب التحفيزية والتعليم المقترن اللذان يركزان على تدخل المارة؛ وتشير النتائج إلى أن المشاركة في هذا البرنامج مرتبطة بانخفاض في قبول المزاعم المرتبطة بالاغتصاب وزيادة تدخل المارة.
وبدأت مدينة إدمونتون بكندا حملة تعليمية عامة استهدفت الجناة المحتملين، فعُلِقت الملصقات بمراحيض الحانات ومراكز المواصلات العامة التي تذكر الرجال أنه «ليست بعلاقة جنسية عندما تكون المرأة فاقدة للوعي» و«ليست بعلاقة جنسية عندما يغير رأيه» وقد نجحت الحملة للغاية لدرجة أنها انتشرت في المدن الأخرى؛ «فقد تقلص عدد الاعتداءات الجنسية بنسبة 10% في مدينة فانكوفر عندما انتشرت الإعلانات في المدينة. وكانت هذه هي المرة الأولى التي يتقلص فيها الاعتداء الجنسي خلال سنوات.»
وقد بدأ الرئيس باراك أوباما ونائب الرئيس جو بيدن حملة في سبتمبر 2014   في جميع أنحاء الأمة ضد الاعتداءات الجنسية عنوانها «إنها على عاتقنا» وقد تضمنت الحملة نصائح ضد الاعتداء الجنسي وتعهدات خاصة وعامة على نطاق واسع لتغيير والحث على بدء تحول ثقافي مع التركيز على النشاط الطلابي لتحقيق التوعية والوقاية على مستوى الأمة. وقد أعلنت يو سي بيركلي وNCAA وفاياكوم شراكتهم رسميا في هذه الحملة.

## الانتشار
أوضح تقرير أصدرته الأمم المتحدة وجمعت أجزاءه من العديد من المصادر الحكومية أن أكثر من 250,000 قضية اغتصاب أو شروع في اغتصاب تتلقاها الشرطة سنويا، وقد شمل هذا التقرير بيانات من 65 دولة.

### الولايات المتحدة الأمريكية
أعلن استقصاء ضحايا الجريمة الذي قامت به الإدارة الأمريكية أن في المتوسط يبلغ عدد ضحايا الاعتداء الجنسي والاغتصاب 237,868 سنويا، وطبقا لمنظمة راينن فهناك شخص يُعتدى عليه جنسيا في أمريكا كل 107 ثانية.

#### ضحايا الاعتداء الجنسي

##### العمر
-15% تحت سن 12 عام.
-29% تتراوح أعمارهم بين 12 و17 عام.
-44% تحت سن 18 عام.
-80% تحت سن 30 عام.
-الأعمار الأكثر عرضة للخطر تتراوح بين 12 و34 عام.
- الفتيات اللاتي تتراوح أعمارهن بين 16 إلى 19 عام أكثر تعرضا من عامة الناس بنسبة 4 مرات للاغتصاب والشروع في الاغتصاب والاعتداء الجنسي.

##### طبقا للنوع
وجدت دراسة نشرت في عام 1998 التالي:
-88.7% من ضحايا الاغتصاب هن سيدات، و11.3% رجالا.
-17.6% من النساء كانوا ضحايا للشروع في الاغتصاب (2.8%) أو الاغتصاب الكامل (14.8%).
-3% من الرجال كانوا ضحايا للشروع في الاغتصاب أو الاغتصاب التام خلال حياتهم.
-17.7 مليون سيدة ضحية للشروع في الاغتصاب أو الاغتصاب الكامل.
-2.78 مليون رجل كان ضحية للشروع في الاغتصاب أو الاغتصاب التام.

##### المثليون ومغايرو الهوية الجنسية
-باستثناء المثليات من السيدات، فإن المثليين من الرجال ومغايري الهوية الجنسية كانوا أكثر تعرضا للاعتداءات الجنسية في الجامعة من الآخرين.
-تتعرض كل واحدة من أصل 8 نساء من ذوات الميول الجنسية المثلية وحوالي 50% من الرجال والنساء ذوي الميول الجنسية المزدوجة للاعتداء الجنسي.
-يتعرض تقريبا 4 رجال مثليين من كل 10 رجال إلى العنف الجنسي.
-وتعرض 64% من مغايري الهوية الجنسية للاعتداء الجنسي خلال حياتهم.

##### الآثار
-أكثر 3 مرات إصابة بالاكتئاب.
-أكثر 6 مرات إصابة باضطراب ما بعد الصدمة.
-أكثر 13 مرة عرضة لإدمان المشروبات الكحولية.
-أكثر 26 مرة عرضة لإدمان المخدرات.
- أكثر 4 مرات عرضة لمحاولة الانتحار.

##### التبليغ عن الاعتدا ءالجنسي
-في المتوسط لا يُبلَغ عن 68% من حالات الاعتداء الجنسي.
-98% من المغتصبين لا يدخلوا السجن.

##### المعتدين
طبقا لدراسة أجرتها الإدارة الأمريكية للعدالة عام 1997 عن الجرائم الجنسية والجناة تبين أن:
-متوسط عمر المغتصب 31 عام.
-52% من المعتدين من ذوي البشرة البيضاء.
-22% ممن قضوا عقوبتهم في السجون من المغتصبين أقروا بأنهم متزوجون.
-مثّل القاصرون 16% ممن ألقي القبض عليهم في جرائم الاغتصاب في عام 1995 و17% في الجرائم الجنسية الأخرى عام 2001.
-11% من جرائم الاغتصاب وقعت تحت تهديد السلاح.
   -3% استخدموا الأسلحة النارية.
   -6% استخدموا السكين.
   -2% استخدموا أشكالا أخرى من الأسلحة.
-84% من الضحايا أبلغوا عن استخدام القوة الجسدية فقط
وطبقا لدراسة أجريت في عام 2005:
- حوالي ثلثي جرائم الاغتصاب ارتكبها شخص على معرفة بالضحية.
-73% من الاعتداءات الجنسية كان الجاني فيها شخصا معروفا للضحية.
-38% من المغتصبين من الأصدقاء والمعارف.
-28% منهم على معرفة وثيقة بالضحايا.
-7% منهم أقارب.

##### الكليات
أشارت العديد من الدراسات التي أجريت في الولايات المتحدة الأمريكية منذ عام 1987 أن واحدة بين كل 4 نساء في الجامعة قد تعرضت للاغتصاب أو الشروع في الاغتصاب في مرحلة ما من حياتها. وهذه الدراسات مبنية على استطلاعات رأي مجهولة لنساء الجامعات وليست على تقارير الشرطة ولذلك فإن النتائج محل نزاع.
ولفت الفيلم الوثائقي أرض الصيد (The Hunting Ground) الأنظار إلى مدى تفشي الاعتداء الجنسي في الحرم الجامعي، كما وضع أنظمة العدالة القاصرة تحت الفحص والتدقيق لعدم مساعدتهم للضحايا ومحاولاتهم إبقاء ما يحدث بعيدا عن الرأي العام.
وفي عام 2015 حلل بروفيسور جامعة تكساس (A&M) جايسون ليندو (Jason Lindo) وزوملاؤه تحقيقات أكثر من عقدين أجراها مكتب التحقيقات الفيدرالية، ملاحظين أن تقارير الاغتصاب زادت بنسبة 15-75% وبالأخص عند اقتراب مباريات هامة لكرة القدم الأمريكية في (قسم 1) من الجامعة عندما حاولوا اكتشاف رابط بين الاعتداءات التي تحدث في الحرم الجامعي والمشروبات الكحولية. وأشار تقرير نشر في 2006 أصدرته وزارة العدل الأمريكية بعنوان «ضحايا الجرائم الجنسية من نساء الجامعات» أن 3.1% من الطلاب تعرضوا لمحاولة اغتصاب أو اغتصابا فعليا خلال 6-7 شهور من العام الدراسي، بالإضافة إلى 10.1% تعرضوا للاغتصاب الفعلي و10.9%تعرضوا لمحاولة الاغتصاب قبل دخولهم الجامعة، وبدون تداخل بين هذه المجموعات فإن هذه النسب تضيف إلى 24.1% محققة ما يعرف ب «واحد من كل أربعة». وقد نشرت كوس (Koss) وجيدتش (Gidycz) وفيسنيافسكي (Wisniewski) دراسة في عام 1987 قاموا فيها بإجراء مقابلات مع 6000 من طلاب الجامعات في 32 حرم جامعي على المستوى القومي وطرح العديد من الأسئلة التي تغطي مدى واسعا من السلوك. وفي هذه الدراسة أجابت 15% من نساء الجامعات بنعم على الأسئلة التي تمحورت حول ما إذا كانوا تعرضن لما يطابق تعريف الاغتصاب، كما أجاب 12% بالإضافة إليهن بنعم على الأسئلة المتعلقة بما إذا كانوا تعرضن لما يوافق تعريف «الشروع في الاغتصاب» ومن هنا أتى اسم الإحصائية «واحد من كل أربعة».ولكن هناك نقطة ينبغي التركيز عليها فيما يخص الطبيعة القيادية للأسئلة في الدراسة التي أجروها، فقد اعترفت كوس فيما بعد أن الأسئلة التي حصدت نتائج «الاغتصاب» الأعلى كان بها خطأ ما، مما أدى إلى اعتبار الدراسة باطلة. وكانت المشكلة الرئيسية هي أن معظم من أجابوا بنعم على العديد من الأسئلة أُعتبرت إجاباتهن وكأنهن تعرضن للاغتصاب، فحين أنهم لم يشعرن قط بأنهن ضحايا ولم يسعين قط إلى تحرير شكاوى لرفع الظلم الذي وقع عليهن. وهذا التغير الناتج يشير إلى أن معدل الانتشار هو واحدة من كل 22 سيدة ارتادت الجامعة قد تعرضت للاغتصاب أو محاولة اغتصابها خلال السنوات التي قضتها هناك، وقد أعادت مراكز مكافحة الأمراض (CDC) تطبيق جزء من هذه الدراسة في عام 1995 إلا أنهم درسوا الاغتصاب فقط وتغاضوا عن دراسة الشروع فيه، واستخدموا فيها تصميم لعينة عنقودية على مرحلتين لإنتاج عينة تمثل الأمة -من حيث التنوع- من طلاب الجامعة الذين تمثل أعمارهم 18 عام أو أكثر. وقد احتوى إطار عينة المرحلة الأولى على 2919 من وحدات العينة الأولية، والتي احتوت على الكليات والجامعات التي تبلغ مدة الدراسة بها من عامين إلى أربعة أعوام. وتكونت المرحلة الثانية من من عينة عشوائية أخذت من إطار وحدة العينة الأولى التي اشترك فيها 136 كلية وجامعة لزيادة حجم العينة لتصل إلى 4609 من الطلاب الذين تبلغ أعمارهم 18 عام أة أكثر، على أن تكون الإحصاءات السكانية للعينة مطابقة للإحصاءات السكانية القومية. وقد استخدمت معدلات العينات الأولية المتفاوتة للتأكيد على وجود أعداد كافية من الطلاب الذكور والإناث وذوي البشرة السمراء والمنحدرين من أصول لاتينية من إجمالي المشاركين في العينة؛ وبعد وزن العينة تباينيا وُجد أن الطالبات تمثلن 55.5% من العينة، ومثل الطلاب البيض 72.8% وذوي البشرة السمراء 10.3% والمنحدرين من أصول لاتينية 7.1% و9.9% الباقية آخرون. وقد تقرر أنه -على مستوى الأمة- أبلغ 1% من طلاب الجامعات عن محاولة إجبارهم على الجماع الجنسي دون رغبتهم خلال حياتهم. وكانت الطالبات أكثر تبليغا عن تعرضهن لذلك من أقرانهم الذكور؛ فقد أبلغ 20% أي ما يقارب 2500 امرأة (55% من العينة التي احتوت على 4609 شخص) و3.9% من الذكور عن التعرض للاغتصاب في مرحلة ما من حياتهم. وبالنسبة للعديد من الدراسات الأخرى المهتمة بدراسة معدل الاغتصاب السنوي، ينتهي بعضهم إلى أن نسبة الحدوث هي 5%. وقد أظهر الاستطلاع القومي لتعرض الأطفال للعنف أن في العام الدراسي 2013-2014، تعرض 4.6% من الفتيات اللاتي تتراوح أعمارهم ما بين 14 و17 عام للاعتداء أو الاستغلال الجنسي. وفي دراسة أخرى أجراها موهيلكو (Mohler-kuo) ودودال (Dowdall) وكوس وويشلر (Weschler) في عام 2004 وجدوا أنه في دراسة أجريت على ما يقارب 2500 سيدة من النساء اللاتي ارتدن الجامعة على  مستوى الأمة، أن 4.7% منهن تعرضن للاغتصاب أو الشروع في الاغتصاب خلال عام دراسي واحد. وهذه الدراسة لم تدرس تعرضهن للاغتصاب أو الشروع فيه على مدار حياتهن.
وبالمثل وجد كيلباتريك (Kilpatrick) وريزنيك (Resnick) وروجيرو (Ruggiero) وكونسنتي (Conoscenti) وماكولي (McCauley) في دراسة أجريت في 2007 على 2000 سيدة ارتادت الجامعة على المستوى القومي أن 5.2% منهن تعرضن للاغتصاب كل عام.

##### الأطفال
وجد بحث آخر أن حوالي 80,000 من الأطفال الأمريكيين يتعرضون للاستغلال الجنسي كل عام. كما قُدّر أن حوالي واحدة من كل ست نساء أمريكيات تتعرض أو ستتعرض للاعتداء الجنسي خلال سنوات عمرها. ونتيجة لاغتصاب الأطفال والاغتصاب الذي يحدث في السجون، فإن حوالي 10% من ضحايا بلاغات الاغتصاب من الذكور.

## المعاملة السيئة للضحايا بعد الاعتداء
قد يصبح الضحايا بعد الاعتداء محل للمعاملة السيئة بدءا بالوصف بالعُهر والعاروالذي قد يصل إلى نشر الرسائل السيئة عن الشخص باستخدام الإنترنت، كما قد تصبح مصداقيتهم محل شك. وقد تتخذ بعض الإجراءات لحماية الضحايا من التدخل الزائد للرأي العام مثل حظر النشر أو قوانين دِرع الاغتصاب (والتي تمنع نشر هوية الضحية أثناء التحقبقات) فيما تأخذ الإجراءات الجنائية مجراها.

## الوقاية
من الممكن الوقاية من التحرش الجنسي والاعتداء عن طريق المدارس الثانوية، والكليات وأماكن العمل، وبرامج التعليم العامة؛ فعلى الأقل أنتج برنامجا واحدا لأحد مجموعات «الأخوية» تغييرا سلوكيا ملحوظا. وقد خضعت العديد من من برامج الوقاية من الاغتصاب المبنية على الأبحاث العلمية للاختبار واجتازته. وتشمل برامج الوقاية من الاغتصاب ذات البيانات التجريبية الأقوى ما يلي:
-برامج الرجال والنساء والتي تعرف أيضا ببرامج «واحد من كل أربعة» التي كتبها جون فوبرت (John Foubert) والتي تركز على زيادة التعاطف مع الناجين من الاغتصاب وتحث المارة على التدخل عندما تحدث أمامهم مواقف الاعتداء الجنسي. وتظهر البيانات المنشورة أن الأشخاص ذوي الخطورة الأكبر والذين شاهدوا برنامج الرجال والنساء ارتكبوا أفعالا لها علاقة بسلوك الإجبار الجنسي بنسبة 40% أقل من هؤلاء الذين لم يشاهدوا البرنامج، وأنهم ارتكبوا أفعالا تخص الإكراه الجنسي بحدة أقل 8 مرات من عينة القياس، كما أن المزيد من الأبحاث تؤكد أن الأشخاص الذين شاهدوا برنامج الرجال والنساء كانوا أكثر كفاءة في التدخل والرغبة في المساعدة -أثناء مرورهم بالشوارع- بعد مشاهدتهم للبرنامج،  كما تؤكد العديد من الأبحاث الإضافية الأخرى على فاعليته.
-برنامج إقحام المار والذي كتبته فيكتوريا بانيارد (Victoria Banyard) يركز على المارة، وكيف ساعدوا، وكيف تدخلوا في المواقف الخطرة. ويحتوي البرنامج على مركب مختصر مثير للتعاطف والتعهُد بالتدخل في المستقبل. وتعرض العديد من الأبحاث دلائل قوية على نتائج جيدة منها زيادة كفاءة المارة، وزيادة رغبتهم في التدخل وانخفاض في قبول المزاعم المتعلقة بالاغتصاب.
-برنامج خبراء الوقاية من العنف (MPV-Mentors in Violence Prevention) والذي كتبه جاكسون كاتز (Jackson Katz) يركز على مناقشة الرجل المار بالشارع الذي لم يتدخل عندما رأى امرأة في خطر، وبالبرنامج تحفيز يشجع الرجال على أن يصبحوا مارة إيجابيين بدلا من الوقوف مكتوفي الأيدي عندما يلحظوا شكلا من أشكال الاستغلال. ومعظم مواد العرض تدور حول التعامل مع سيناريوهات افتراضية، وتتضمن النتائج التي سجلتها الأبحاث العلمية معدلات أقل من التعصب الجنسي وإيمان متزايد من المشاركين أن باستطاعتهم إيقاف العنف ضد النساء.
-برنامج النقطة الخضراء الذي كتبته دوروثي إدواردز (Dorothy Edwards)، وهو يحتوي على الخطب التحفيزية والتعليم المقترن اللذان يركزان على تدخل المارة؛ وتشير النتائج إلى أن المشاركة في هذا البرنامج مرتبطة بانخفاض في قبول المزاعم المرتبطة بالاغتصاب وزيادة تدخل المارة.
وبدأت مدينة إدمونتون بكندا حملة تعليمية عامة استهدفت الجناة المحتملين، فعُلِقت الملصقات بمراحيض الحانات ومراكز المواصلات العامة التي تذكر الرجال أنه «ليست بعلاقة جنسية عندما تكون المرأة فاقدة للوعي» و«ليست بعلاقة جنسية عندما يغير رأيه» وقد نجحت الحملة للغاية لدرجة أنها انتشرت في المدن الأخرى؛ «فقد تقلص عدد الاعتداءات الجنسية بنسبة 10% في مدينة فانكوفر عندما انتشرت الإعلانات في المدينة. وكانت هذه هي المرة الأولى التي يتقلص فيها الاعتداء الجنسي خلال سنوات.»
وقد بدأ الرئيس باراك أوباما ونائب الرئيس جو بيدن حملة في سبتمبر 2014   في جميع أنحاء الأمة ضد الاعتداءات الجنسية عنوانها «إنها على عاتقنا» وقد تضمنت الحملة نصائح ضد الاعتداء الجنسي وتعهدات خاصة وعامة على نطاق واسع لتغيير والحث على بدء تحول ثقافي مع التركيز على النشاط الطلابي لتحقيق التوعية والوقاية على مستوى الأمة. وقد أعلنت يو سي بيركلي وNCAA وفاياكوم شراكتهم رسميا في هذه الحملة.

## الانتشار
أوضح تقرير أصدرته الأمم المتحدة وجمعت أجزاءه من العديد من المصادر الحكومية أن أكثر من 250,000 قضية اغتصاب أو شروع في اغتصاب تتلقاها الشرطة سنويا، وقد شمل هذا التقرير بيانات من 65 دولة.

### الولايات المتحدة الأمريكية
أعلن استقصاء ضحايا الجريمة الذي قامت به الإدارة الأمريكية أن في المتوسط يبلغ عدد ضحايا الاعتداء الجنسي والاغتصاب 237,868 سنويا، وطبقا لمنظمة راينن فهناك شخص يُعتدى عليه جنسيا في أمريكا كل 107 ثانية.

#### ضحايا الاعتداء الجنسي

##### العمر
-15% تحت سن 12 عام.
-29% تتراوح أعمارهم بين 12 و17 عام.
-44% تحت سن 18 عام.
-80% تحت سن 30 عام.
-الأعمار الأكثر عرضة للخطر تتراوح بين 12 و34 عام.
- الفتيات اللاتي تتراوح أعمارهن بين 16 إلى 19 عام أكثر تعرضا من عامة الناس بنسبة 4 مرات للاغتصاب والشروع في الاغتصاب والاعتداء الجنسي.

##### طبقا للنوع
وجدت دراسة نشرت في عام 1998 التالي:
-88.7% من ضحايا الاغتصاب هن سيدات، و11.3% رجالا.
-17.6% من النساء كانوا ضحايا للشروع في الاغتصاب (2.8%) أو الاغتصاب الكامل (14.8%).
-3% من الرجال كانوا ضحايا للشروع في الاغتصاب أو الاغتصاب التام خلال حياتهم.
-17.7 مليون سيدة ضحية للشروع في الاغتصاب أو الاغتصاب الكامل.
-2.78 مليون رجل كان ضحية للشروع في الاغتصاب أو الاغتصاب التام.

##### المثليون ومغايرو الهوية الجنسية
-باستثناء المثليات من السيدات، فإن المثليين من الرجال ومغايري الهوية الجنسية كانوا أكثر تعرضا للاعتداءات الجنسية في الجامعة من الآخرين.
-تتعرض كل واحدة من أصل 8 نساء من ذوات الميول الجنسية المثلية وحوالي 50% من الرجال والنساء ذوي الميول الجنسية المزدوجة للاعتداء الجنسي.
-يتعرض تقريبا 4 رجال مثليين من كل 10 رجال إلى العنف الجنسي.
-وتعرض 64% من مغايري الهوية الجنسية للاعتداء الجنسي خلال حياتهم.

##### الآثار
-أكثر 3 مرات إصابة بالاكتئاب.
-أكثر 6 مرات إصابة باضطراب ما بعد الصدمة.
-أكثر 13 مرة عرضة لإدمان المشروبات الكحولية.
-أكثر 26 مرة عرضة لإدمان المخدرات.
- أكثر 4 مرات عرضة لمحاولة الانتحار.

##### التبليغ عن الاعتدا ءالجنسي
-في المتوسط لا يُبلَغ عن 68% من حالات الاعتداء الجنسي.
-98% من المغتصبين لا يدخلوا السجن.

##### المعتدين
طبقا لدراسة أجرتها الإدارة الأمريكية للعدالة عام 1997 عن الجرائم الجنسية والجناة تبين أن:
-متوسط عمر المغتصب 31 عام.
-52% من المعتدين من ذوي البشرة البيضاء.
-22% ممن قضوا عقوبتهم في السجون من المغتصبين أقروا بأنهم متزوجون.
-مثّل القاصرون 16% ممن ألقي القبض عليهم في جرائم الاغتصاب في عام 1995 و17% في الجرائم الجنسية الأخرى عام 2001.
-11% من جرائم الاغتصاب وقعت تحت تهديد السلاح.
   -3% استخدموا الأسلحة النارية.
   -6% استخدموا السكين.
   -2% استخدموا أشكالا أخرى من الأسلحة.
-84% من الضحايا أبلغوا عن استخدام القوة الجسدية فقط
وطبقا لدراسة أجريت في عام 2005:
- حوالي ثلثي جرائم الاغتصاب ارتكبها شخص على معرفة بالضحية.
-73% من الاعتداءات الجنسية كان الجاني فيها شخصا معروفا للضحية.
-38% من المغتصبين من الأصدقاء والمعارف.
-28% منهم على معرفة وثيقة بالضحايا.
-7% منهم أقارب.

##### الكليات
أشارت العديد من الدراسات التي أجريت في الولايات المتحدة الأمريكية منذ عام 1987 أن واحدة بين كل 4 نساء في الجامعة قد تعرضت للاغتصاب أو الشروع في الاغتصاب في مرحلة ما من حياتها. وهذه الدراسات مبنية على استطلاعات رأي مجهولة لنساء الجامعات وليست على تقارير الشرطة ولذلك فإن النتائج محل نزاع.
ولفت الفيلم الوثائقي أرض الصيد (The Hunting Ground) الأنظار إلى مدى تفشي الاعتداء الجنسي في الحرم الجامعي، كما وضع أنظمة العدالة القاصرة تحت الفحص والتدقيق لعدم مساعدتهم للضحايا ومحاولاتهم إبقاء ما يحدث بعيدا عن الرأي العام.
وفي عام 2015 حلل بروفيسور جامعة تكساس (A&M) جايسون ليندو (Jason Lindo) وزوملاؤه تحقيقات أكثر من عقدين أجراها مكتب التحقيقات الفيدرالية، ملاحظين أن تقارير الاغتصاب زادت بنسبة 15-75% وبالأخص عند اقتراب مباريات هامة لكرة القدم الأمريكية في (قسم 1) من الجامعة عندما حاولوا اكتشاف رابط بين الاعتداءات التي تحدث في الحرم الجامعي والمشروبات الكحولية. وأشار تقرير نشر في 2006 أصدرته وزارة العدل الأمريكية بعنوان «ضحايا الجرائم الجنسية من نساء الجامعات» أن 3.1% من الطلاب تعرضوا لمحاولة اغتصاب أو اغتصابا فعليا خلال 6-7 شهور من العام الدراسي، بالإضافة إلى 10.1% تعرضوا للاغتصاب الفعلي و10.9%تعرضوا لمحاولة الاغتصاب قبل دخولهم الجامعة، وبدون تداخل بين هذه المجموعات فإن هذه النسب تضيف إلى 24.1% محققة ما يعرف ب «واحد من كل أربعة». وقد نشرت كوس (Koss) وجيدتش (Gidycz) وفيسنيافسكي (Wisniewski) دراسة في عام 1987 قاموا فيها بإجراء مقابلات مع 6000 من طلاب الجامعات في 32 حرم جامعي على المستوى القومي وطرح العديد من الأسئلة التي تغطي مدى واسعا من السلوك. وفي هذه الدراسة أجابت 15% من نساء الجامعات بنعم على الأسئلة التي تمحورت حول ما إذا كانوا تعرضن لما يطابق تعريف الاغتصاب، كما أجاب 12% بالإضافة إليهن بنعم على الأسئلة المتعلقة بما إذا كانوا تعرضن لما يوافق تعريف «الشروع في الاغتصاب» ومن هنا أتى اسم الإحصائية «واحد من كل أربعة».ولكن هناك نقطة ينبغي التركيز عليها فيما يخص الطبيعة القيادية للأسئلة في الدراسة التي أجروها، فقد اعترفت كوس فيما بعد أن الأسئلة التي حصدت نتائج «الاغتصاب» الأعلى كان بها خطأ ما، مما أدى إلى اعتبار الدراسة باطلة. وكانت المشكلة الرئيسية هي أن معظم من أجابوا بنعم على العديد من الأسئلة أُعتبرت إجاباتهن وكأنهن تعرضن للاغتصاب، فحين أنهم لم يشعرن قط بأنهن ضحايا ولم يسعين قط إلى تحرير شكاوى لرفع الظلم الذي وقع عليهن. وهذا التغير الناتج يشير إلى أن معدل الانتشار هو واحدة من كل 22 سيدة ارتادت الجامعة قد تعرضت للاغتصاب أو محاولة اغتصابها خلال السنوات التي قضتها هناك، وقد أعادت مراكز مكافحة الأمراض (CDC) تطبيق جزء من هذه الدراسة في عام 1995 إلا أنهم درسوا الاغتصاب فقط وتغاضوا عن دراسة الشروع فيه، واستخدموا فيها تصميم لعينة عنقودية على مرحلتين لإنتاج عينة تمثل الأمة -من حيث التنوع- من طلاب الجامعة الذين تمثل أعمارهم 18 عام أو أكثر. وقد احتوى إطار عينة المرحلة الأولى على 2919 من وحدات العينة الأولية، والتي احتوت على الكليات والجامعات التي تبلغ مدة الدراسة بها من عامين إلى أربعة أعوام. وتكونت المرحلة الثانية من من عينة عشوائية أخذت من إطار وحدة العينة الأولى التي اشترك فيها 136 كلية وجامعة لزيادة حجم العينة لتصل إلى 4609 من الطلاب الذين تبلغ أعمارهم 18 عام أة أكثر، على أن تكون الإحصاءات السكانية للعينة مطابقة للإحصاءات السكانية القومية. وقد استخدمت معدلات العينات الأولية المتفاوتة للتأكيد على وجود أعداد كافية من الطلاب الذكور والإناث وذوي البشرة السمراء والمنحدرين من أصول لاتينية من إجمالي المشاركين في العينة؛ وبعد وزن العينة تباينيا وُجد أن الطالبات تمثلن 55.5% من العينة، ومثل الطلاب البيض 72.8% وذوي البشرة السمراء 10.3% والمنحدرين من أصول لاتينية 7.1% و9.9% الباقية آخرون. وقد تقرر أنه -على مستوى الأمة- أبلغ 1% من طلاب الجامعات عن محاولة إجبارهم على الجماع الجنسي دون رغبتهم خلال حياتهم. وكانت الطالبات أكثر تبليغا عن تعرضهن لذلك من أقرانهم الذكور؛ فقد أبلغ 20% أي ما يقارب 2500 امرأة (55% من العينة التي احتوت على 4609 شخص) و3.9% من الذكور عن التعرض للاغتصاب في مرحلة ما من حياتهم. وبالنسبة للعديد من الدراسات الأخرى المهتمة بدراسة معدل الاغتصاب السنوي، ينتهي بعضهم إلى أن نسبة الحدوث هي 5%. وقد أظهر الاستطلاع القومي لتعرض الأطفال للعنف أن في العام الدراسي 2013-2014، تعرض 4.6% من الفتيات اللاتي تتراوح أعمارهم ما بين 14 و17 عام للاعتداء أو الاستغلال الجنسي. وفي دراسة أخرى أجراها موهيلكو (Mohler-kuo) ودودال (Dowdall) وكوس وويشلر (Weschler) في عام 2004 وجدوا أنه في دراسة أجريت على ما يقارب 2500 سيدة من النساء اللاتي ارتدن الجامعة على  مستوى الأمة، أن 4.7% منهن تعرضن للاغتصاب أو الشروع في الاغتصاب خلال عام دراسي واحد. وهذه الدراسة لم تدرس تعرضهن للاغتصاب أو الشروع فيه على مدار حياتهن.
وبالمثل وجد كيلباتريك (Kilpatrick) وريزنيك (Resnick) وروجيرو (Ruggiero) وكونسنتي (Conoscenti) وماكولي (McCauley) في دراسة أجريت في 2007 على 2000 سيدة ارتادت الجامعة على المستوى القومي أن 5.2% منهن تعرضن للاغتصاب كل عام.

##### الأطفال
وجد بحث آخر أن حوالي 80,000 من الأطفال الأمريكيين يتعرضون للاستغلال الجنسي كل عام. كما قُدّر أن حوالي واحدة من كل ست نساء أمريكيات تتعرض أو ستتعرض للاعتداء الجنسي خلال سنوات عمرها. ونتيجة لاغتصاب الأطفال والاغتصاب الذي يحدث في السجون، فإن حوالي 10% من ضحايا بلاغات الاغتصاب من الذكور.

## الاعتداء الجنسي في القضاء

### أستراليا
يستخدم مصطلح الاعتداء الجنسي في أستراليا لوصف مختلف الجرائم الجنسية. ويرجع ذلك إلى تنوّع التعريفات والاستخدامات لوصف الجرائم الجنسية داخل الأقاليم والولايات، فكل إقليم أو ولاية لها تشريعاتها الخاصّة التي تحدّد فيها الاغتصاب أو محاولة الاغتصاب أو الاعتداء الجنسي المشدّد، أو الإيلاج والاتصال الجنسي دون موافقة الشريك أو العنف الجنسيّ.
يُعتبر الاعتداء الجنسيّ في ولاية نيو ساوث ويلز، جريمةً قانونية يُعَاقَب عليها بموجب القانون 61 من قانون الجرائم لعام 1900. ويعني مصطلح «الاعتداء الجنسي» «الاغتصاب» في اللغة العادية، بينما تُسمّى جميع الاعتداءات الأخرى ذات الطبيعة الجنسية بـ «اعتداء مخلّ بالحياء»
حتّى يكون المُعتدي مُستحقّاً للعقوبة القانونية بموجب قانون الجرائم لعام 1900 يجب أن يكون الجاني قد نوى ارتكاب فعل الاتصال الجنسي وذلك حسب ما هو مُحدّد في القانون الجنائي s 61H(1)، مع وجود حالة واحدة من حالات المعرفة بعدم رضا الطرف الآخر المنصوصة في القانون 61HA(3). ولكن يجب ملاحظة أنّ القانون الآنف الذكر هو معيارٌ موضوعيّ لا يتطلّب إلأ ألّأ يملك الجاني أيّ معلومات منطقيّة للاعتقاد بأنّ الطرفَ الآخر موافقٌ على الاتّصال الجنسيّ. العقوبة القصوى للاعتداء الجنسيّ هي السجن لمدّة 14 سنة.
الاعتداء الجنسي المشدّد هو الاتّصال الجنسي مع شخص آخر دون موافقة الأخير وفي ظروف أو ملابسات من شأنها تشديد العقوبة. العقوبة القصوى لهذه الجريمة هي السجن لمدة 20 سنة بموجب القانون s 61J من قانون الجرائم.
في ولاية فيكتوريا، يُعاقب على جُرم الاغتصاب بموجب المادة 38 من قانون الجرائم لعام 1958، والعقوبة قصوى هي السجن لمدة 25 سنة.
في ولاية جنوب أستراليا، يعاقب على جُرم الاغتصاب بموجب المادة 48 من تدعيم القانون الجنائي لعام 1935 (SA) والعقوبة القصوى هي السجن المؤبّد.
في ولاية أستراليا الغربية، يُعاقب على الاختراق الجنسي القسري بموجب المادة 325 من قانون العقوبات لعام 1913 والعقوبة القصوى هي السجن لمدة 14 سنة .
في الإقليم الشماليّ، يُعاقب على جرائم الاتّصال الجنسيّ والممارسات الفاحشة دون موافقة الطرف الآخر بموجب المادة 192 من قانون العقوبات لعام 1983، والعقوبة القصوى في هذا الإقليم هي السجن المؤبّد .
في ولاية كوينزلاند، يُعاقب على الاغتصاب والاعتداء الجنسي بموجب المادة 349 من الفصل 32 من قانون العقوبات لعام 1899، والعقوبة القصوى لهذا الجرم هي السجن المؤبّد.
في ولاية تسمانيا، يعاقب على الاغتصاب بموجب المادة 185 من قانون العقوبات لعام 1924 وتصل العقوبة القصوى في هذه الولاية إلى السجن ل 21 سنة وفقاً للقانون 388 من قانون العقوبات لعام 1924.
في إقليم العاصمة الأسترالية، يُعاقب على جرم الاعتداء الجنسي بموجب الجزء الثالث من قانون الجرائم لعام 1900 وتصل العقوبة القصوى للاعتداء الجنسيّ إلى السجن لمدّة 17 عاماً.
يعتبر الاعتداء الجنسي جريمة جنسانية لكنّها لا تصل في 85% من الحالات إلى نظام العدالة الجنائيّة، وذلك وفقاً لمكتب الإحصاءات الأسترالي. ويعزى ذلك إلى انخفاض معدلات الإبلاغ، وطريقة معاملة الضحايا، وعدم ثقتهم في نظام العدالة الجنائية، وصعوبة الحصول على الأدلّة والإيمان بخرافات الاعتداء الجنسيّ.
ومع ذلك، فبمجرّد توجيه اتّهام الاعتداء الجنسيّ إلى شخصٍ ما، يقرّر المدّعي العام فيما إذا كانت القضية ستقدّم للمحاكمة أم لا، وذلك استناداً إلى كفاية الأدلّة، وما إذا كانت القضية تصبّ في المصلحة العامة أم لا. وبمجرّد وصول القضيّة إلى المحاكمة، فإنّها ستُعرض على المحكمة المركزيّة ويرجع ذلك إلى أنّ جرائم العُنف الجنسي تُصنّف -في الغالب- كجرائم خطيرة (جِناية)، على خلاف المخالفات (الجرائم الطفيفة). ويمكن أيضاً أن تُعرض الجرائم الجنسيّة على المحكمة العليا، خصوصاً عند الإستئناف.
يجبُ على الادّعاء بمجرّد الاستماع إلى القضيّة في المحكمة تقديم َأدلّة تثبت «بشكلٍ لا لبس فيه» أنّ مرتكب الجريمة هو المدَّعَى عليه. يُعتبر المقياس الذي يُستخدم لتحديد مدى مصداقية الأدلّة المُقَدّمة من قبل المدّعي أمراً أساسيّاَ للتحقّق من السلطات القضائية. لكلّ ولاية أو مقاطعة أسترالية تشريعاتٍ خاصّة بها حول جرم الاعتداء الجنسيّ –كما ذُكر سابقاً في المقال- لكن وبالمقابل فهناك العديدُ من العناصر المشتركة لأّيّ جريمة جنائيّة كطريقة تحديد الجريمة والأدلّة التي يجب تقديمها من قبل الادّعاء من أجل إدانة المُدّعى عليه. تُعرف هذه العناصر المشتركة باسم (Actus Reus) ومعناها (عمل الإدانة «باللغة الإيطالية») وتضمّ العنصر المادّي (انظر ريان في ريجينا [1967]) والنيّة الإجراميّة Mens Rea.
قضايا الاعتداء الجنسيّ الملحوظة التي أسفرت عن إدانات هما قضيّتا ريجينا ضد بلال سكاف وقضيّة ريجينا ضدّ محمّد سكاف [2005]  والتان عرفتا بعصابات الإغتصاب في سيدنى وأحدثتا ضجّة كبيرة في وسائل الإعلام في ولاية نيو ساوث ويلز الأستراليّة في عام 2000. تابعت وسائل الإعلام هاتين القضيّتين عن كثب وأدّتا إلى عدّة تغييرات تشريعيّة كتمرير قانون تعديل الجرائم (الاعتداء الجنسي الجماعيّ المُشدّد) لعام 2001 رقم 62 والذي زاد بشكل كبير من العقوبات على «عصابات الاغتصاب» من خلال إنشاء فئة جديدة من الجريمة تعرف باسم (الاعتداء الجنسي الجماعيّ المشدّد). كما تم إدخال تغييرات على قانون الجنايات (إصدار الأحكام) لعام 1999 وسّعت هذه التغييرات نطاق الجرائم التي يُسمح للمحاكم المحلية باستلامها والنظر فيها.